# Alfredo Guzmán
Alfredo Guzmán Torres (Città del Messico, 6 febbraio 1943) è un ex nuotatore messicano.
Ha fatto parte del Messico che ha partecipato ai Giochi di Roma 1960, partecipando alla gara dei 1500m sl e alla Staffetta 4×200m sl, ed ai Giochi di Tokyo 1964, partecipando alle gare dei 1500m sl, Staffetta 4x100m sl e Staffetta 4x200m sl.
Ai III Giochi panamericani, ha vinto 1 argento nella Staffetta mista 4x200m sl, assieme al fratello Raúl.
Ai Giochi centramericani e caraibici ha vinto:
- 1959 1 argento: 1500 m sl
- 1962

2 ori: 1500m sl, Staffetta 4×200m sl
1 argento: 200m farfalla